# Phoneyusa nigroventris
Phoneyusa nigroventris är en spindelart som först beskrevs av Marx 1893.  Phoneyusa nigroventris ingår i släktet Phoneyusa och familjen fågelspindlar.
Artens utbredningsområde är Kongo. Inga underarter finns listade i Catalogue of Life.